# 고대 그리스의 도예

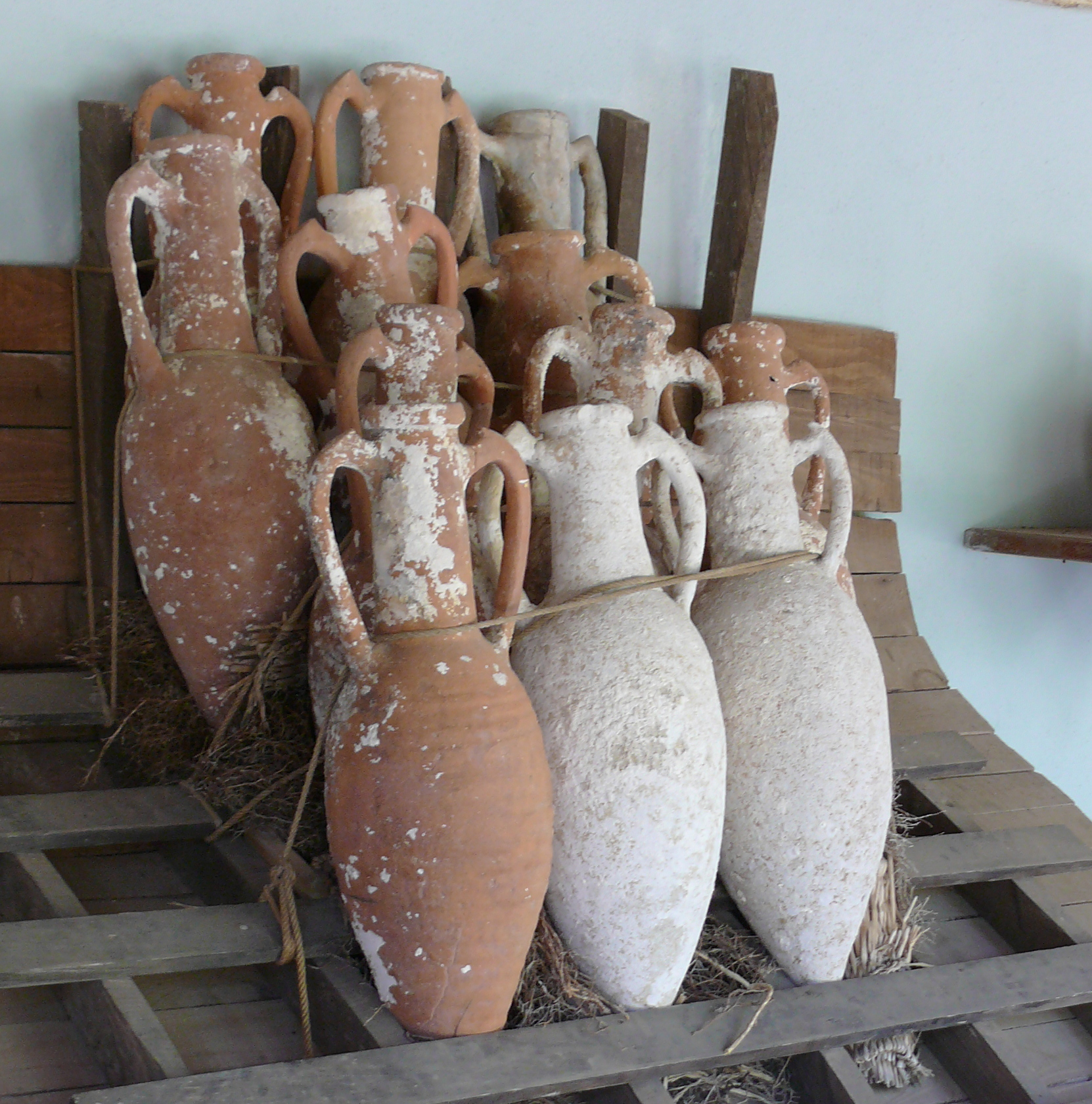
보드룸 해저 고고학 박물관에 전시된 헬레니즘 시대의 암포라

도자기는 비교적 보존성이 좋아 고대 그리스의 고고학 유물에서 많은 비중을 차지하며, 그 수효가 많아 고대 그리스 사회를 유추하는 중요한 자료가 된다. 일상적인 용도로 사용하기 위해 생산된 도기들도 많으나, 좋은 품질의 도자기는 지중해를 통해 이탈리아 반도의 에트루리아인과 같은 다른 문명에 수출되었다. 남부 이탈리아와 같이 지역에 따른 변형 또한 존재했다.
다양한 종류의 도기들이 사용되었으며 그 중에는 아풀리아의 크라테르 도기처럼 부장과 같이 실용적이지 않은 용도로 만들어진 것들도 있었다. 매우 장식적인 도기는 식품 보관 외에 포도주의 증류 등 상류층의 소비에 사용되었다.
도기 회화는 기하학 양식과 함께 후기 암흑기에서부터 유행하였으며 고졸기에 오리엔탈화(Orientalizing)의 시기를 거쳤다. 고졸기에서 고전기 그리스까지 생산된 도기들은 초기에는 흑회식으로 그려졌으나, 점차 적회식이나 백지 기법과 같은 양식이 등장했다.

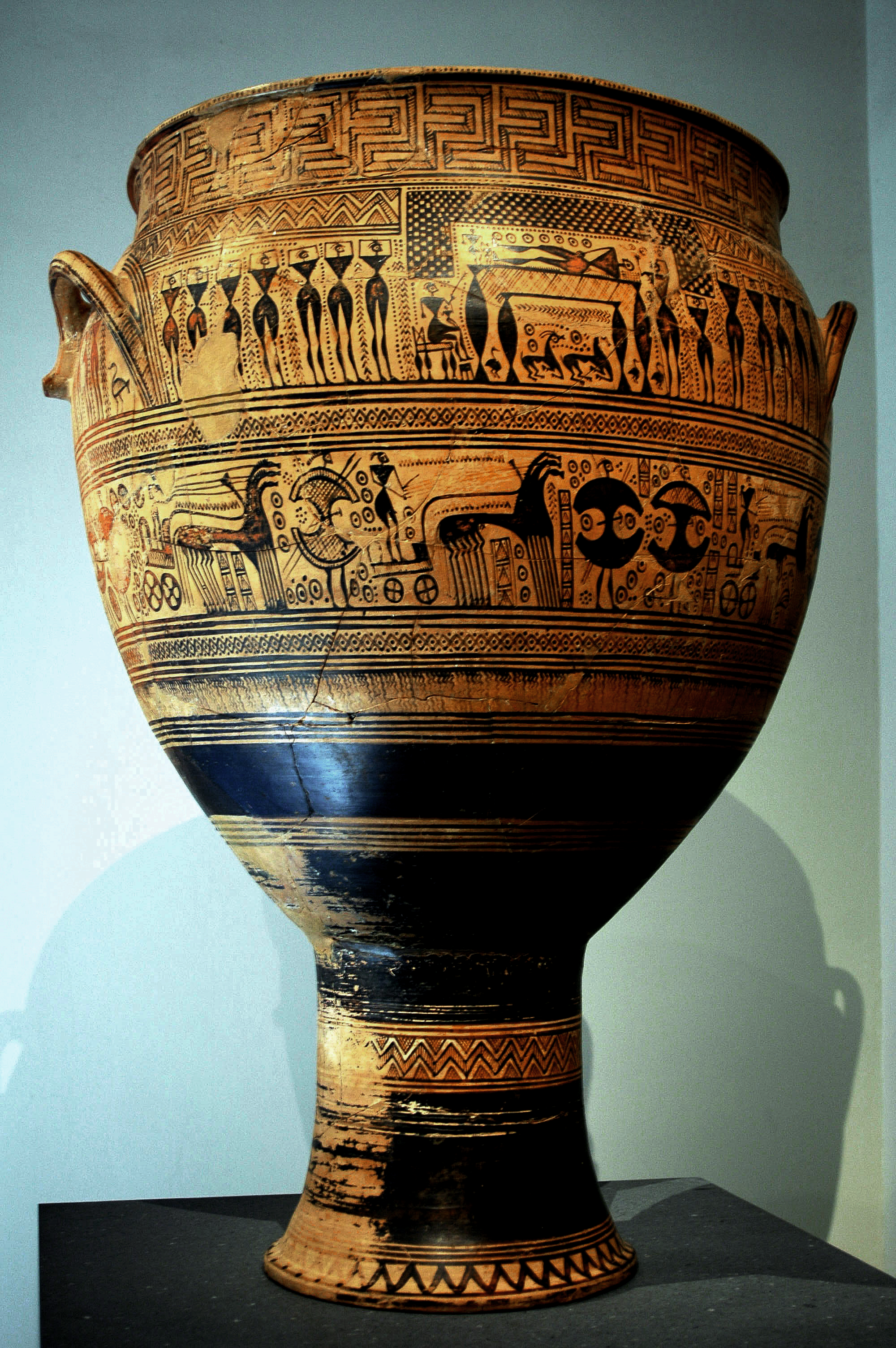
기원전 8세기 중반에 만들어진 히르슈펠트 크라테르(The Hirschfeld Krater)에는 고대 그리스의 운구(프로테시스) 장면이 묘사되어 있다. 뉴욕 메트로폴리탄 미술관 소장